# Rauf Abdullayev
Rauf Abdullayev (en azerí: Rauf Abdullayev; Qubadlı, 29 de octubre de 1937) es un director de orquesta de Azerbaiyán, Artista del Pueblo de la RSS de Azerbaiyán.

## Biografía
Rauf Abdullayev nació el 29 de octubre de 1937 en Qubadlı. Se graduó de la Academia de Música de Bakú en 1959. También estudió en el Conservatorio de San Petersburgo en 1960-1965. En 1965-1984 fue el director de orquesta del Teatro de Ópera y Ballet Académico Estatal de Azerbaiyán. Desde 1984 hasta la actualidad es director artístico y  de orquesta de la Orquesta Sinfónica Estatal de Azerbaiyán. En lols años 1993-1997 fue director principal del Teatro Estatal de Ópera y Ballet de Ankara y  dos veces fue galardonado con el "Mejor director de orquesta del año" (1993 y 1997).
Rauf Abdullayev ha actuado con muchas de las mejores orquestas en Alemania, Países Bajos, Suiza, Francia, Turquía, Egipto, Estados Unidos, Italia, Dubái, etc. Recibió el título “Artista del Pueblo de la RSS de Azerbaiyán” en 1982 y fue galardonado con la Orden Istiglal en 2017.

## Filmografía
- 1979 – “Babek”
- 1982 – “Siete bellezas”
- 1996 – “Otro tiempo”
- 2002 – “Maestro”
- 2007 – “Maestro Niyazi”
- 2007 – “La vida de Cavid”
- 2009 – “Javad khan”
- 2011 – “Buta”

## Premios y títulos
- Artista de Honor de la RSS de Azerbaiyán (1970)
- Artista del Pueblo de la RSS de Azerbaiyán (1982)
- Orden Shohrat (1997)
- Orden Sharaf (2012)
- Orden Istiglal (2017)